# René Sommerfeldt
René Sommerfeldt (* 2. Oktober 1974 in Zittau) ist ein ehemaliger deutscher Skilangläufer. Er gewann als erster deutscher Skilangläufer in der Saison 2003/04 die Gesamtwertung des Skilanglauf-Weltcups. Er zählt neben Tobias Angerer und Axel Teichmann zu den erfolgreichsten deutschen Skilangläufern der Gegenwart.

## Leben
Sommerfeldt stand im Alter von sieben Jahren erstmals auf Langlaufskiern. Der talentierte Sportler konnte schnell erste Erfolge verbuchen und wechselte auf die Kinder- und Jugendsportschule Klingenthal, wo er 1993 auch sein Abitur machte. Nach dem Abitur trat er als Sportsoldat in die Bundeswehr ein (Sportfördergruppe Oberhof). 1994 wechselte René Sommerfeldt nach Oberwiesenthal und startete für den bayerischen Verein WSV Oberweißenbrunn. Seit 2001 ging er für den Sportclub WSC Erzgebirge Oberwiesenthal an den Start. Dort wurde er unter anderem von Heinz Nestler, Holger Bauroth und Janko Neuber trainiert. Seit 2010 macht er die Trainerausbildung an der Trainerakademie in Köln und arbeitet als Nachwuchstrainer im Deutschen Skiverband und am Stützpunkt Oberwiesenthal.
Er lebt zusammen mit seiner Ehefrau Dajana und dem gemeinsamen Sohn Tristan, der in der Nordischen Kombination aktiv ist, in Oberwiesenthal.

## Karriere

### Juniorenzeit und erste internationale Medaillen (1994 bis 2001)
Schon bei den Juniorenweltmeisterschaften 1994 in Breitenwang ließ Sommerfeldt als Fünfter über 10 Kilometer klassisch sein Talent aufblitzen. In den folgenden Jahren folgten Einsätze im Continental-Cup, wo er sich im Vorderfeld platzieren konnte. Seinen ersten Einsatz im Skilanglauf-Weltcup hatte Sommerfeldt im Januar 1996 im tschechischen Nové Město na Moravě über 15 Kilometer klassisch, wo er den 52. Platz unter 89 Teilnehmern belegen konnte. Schon einen Monat später konnte er im norwegischen Trondheim mit Platz 18 über 30 Kilometer Freistil seine ersten Weltcuppunkte sammeln. Im finnischen Lahti erkämpfte er sich über die gleiche Distanz mit Platz elf seine beste Platzierung in der Saison 1995/96, in der er am Ende den 43. Platz im Gesamtweltcup belegen konnte. Seine erste Top-Ten-Platzierung erreichte der Freistil-Spezialist 1997 im japanischen Hakuba mit Platz neun über 15 Kilometer Freistil. Bei den Nordischen Skiweltmeisterschaften 1997 in Trondheim belegte er in der Verfolgung den 27. Platz. Über 10 Kilometer klassisch wurde er 37. und mit der deutschen Mannschaft belegte er den sechsten Platz im Staffel-Wettbewerb. Bis zur Saison 1999/2000 stagnierten Sommerfeldts Leistungen. Bei den Olympischen Winterspielen 1998 im japanischen Nagano belegte er im Verfolgungswettbewerb den 29. Platz, über 50 Kilometer Freistil den 26. Platz, über 10 Kilometer klassisch den 38. Platz und mit der Staffel den achten Platz. In der Saison 1998/99 konnte Sommerfeldt nur mit Platz elf im Sprint in Garmisch-Partenkirchen Weltcuppunkte gewinnen. Ansonsten platzierte er sich nur außerhalb der Punkteränge. Auch bei den Nordischen Skiweltmeisterschaften 1999 in Ramsau am Dachstein reichte es nur zu den Plätzen 40, 41 und 44 im Verfolgungswettbewerb, über 30 Kilometer Freistil und 10 Kilometer klassisch.
In der Saison 1999/2000 gelang Sommerfeldt der Durchbruch in die erweiterte Weltspitze. Im Ulrichen erkämpfte er über 10 Kilometer Freistil mit Platz drei seine erste Podiumsplatzierung. Des Weiteren konnte er in den Sprintwettbewerben von Lahti und Garmisch-Partenkirchen den vierten bzw. siebenten Rang belegten. Mit Platz acht über 30 Kilometer Freistil in Moskau und Platz fünf im Verfolgungswettbewerb in Bormio konnte er zwei weitere Top-Ten-Platzierungen verbuchen. Im Gesamtweltcup belegte er am Ende der Saison den dreizehnten Platz. Nach Beendigung der Weltcupsaison trat Sommerfeldt bei den Militärweltmeisterschaften in Saalfelden an und gewann den Titel über 15 Kilometer Freistil. Seine zweite Podiumsplatzierung verbucht der Sachse ein Jahr später in Soldier Hollow, als er über 30 Kilometer Freistil (Massenstart) hinter Johann Mühlegg und Christian Hoffmann erneut den dritten Platz belegen konnte. In dieser Saison konnte noch drei vierte Plätze in Weltcup-Wettbewerben verbuchen und konnte sich im Gesamtweltcup mit Platz sechs erstmal unter die Top Ten platzieren. Bei den Nordischen Skiweltmeisterschaften 2001 in Lahti wurde er in seinem ersten Wettbewerb jedoch nur 34. in der Verfolgung. Im Sprint erreichte er die Finalläufe und belegten den achten Platz. Über die Distanz von 50 Kilometer Freistil gewann Sommerfeldt hinter Johann Mühlegg überraschend die Silbermedaille. Als Sommerfeldt von dem zwei Minuten später gestarteten Spanier überholt wurde, hängte er sich an dessen Skienden und sicherte sich somit seine erste internationale Medaille. Es war die erste Medaille für deutsche Langläufer bei Weltmeisterschaften seit 1974. Zusammen mit Jens Filbrich, Andreas Schlütter und Ron Spanuth konnte er sich nach der dopingbedingten Disqualifikation Finnlands des Weiteren über die Bronzemedaille im Staffelwettbewerb freuen.

### Sieg im Gesamtweltcup und Knieprobleme (2001 bis 2006)
Nach mäßigem Start in die Saison 2001/02 konzentrierte sich Sommerfeldt ganz auf die Vorbereitungen auf die Olympischen Winterspiele 2002 in Salt Lake City und nahm von Anfang Januar 2002 bis zu den Olympischen Spielen an keinem Weltcup-Wettbewerb teil. In Salt Lake City belegte er über 30 Kilometer Freistil als bester deutscher Starter den 16. Platz. Im Verfolgungswettbewerb steigerte er seine Leistung und wurde Zehnter. Im Staffelwettbewerb gewann er zusammen mit Jens Filbrich, Andreas Schlütter und Tobias Angerer überraschend die Bronzemedaille hinter Norwegen und Italien. Schlussläufer Sommerfeldt gelang es schnell, den vor ihm liegenden estnischen Läufer zu überholen und die erste deutsche Langlauf-Staffel-Medaille bei Olympischen Spielen sicher ins Ziel zu laufen. Im anschließenden Sprintwettbewerb belegte er den 19. Platz. Am Ende der Saison gelang ihm mit Platz fünf beim Weltcup in Oslo über 50 Kilometer Freistil sein bestes Saisonresultat. Gleich zu Beginn der Saison 2002/03 erkämpfte Sommerfeldt zahlreiche Platzierungen unter den Top Ten. So kam es auch nicht überraschend, dass er im russischen Kawgolowo seinen ersten Weltcupsieg feiern konnte. Über 10 Kilometer Freistil siegte er bei minus 20 Grad deutlich vor Mathias Fredriksson und Axel Teichmann. Der Höhepunkt der Saison, die Nordischen Skiweltmeisterschaften 2003 im Val di Fiemme verlief aufgrund gesundheitlichen Probleme in den Einzelwettbewerben mit den Plätzen 18 in der Verfolgung, 19 im Sprint und 23 über 50 Kilometer Freistil enttäuschend. Aber wie schon zuvor bei den Olympischen Spielen in Salt Lake City gelang es der deutschen Staffel, in den Kampf um die Medaillen einzugreifen. Nach guten Beginn durch Jens Fillbrich übergab Andreas Schlütter auf Platz fünf liegend an Sommerfeldt, der den Rückstand zur Spitze reduzieren konnte und als Vierter an Axel Teichmann übergab. Teichmann gelang es zusammen mit dem Norweger Thomas Alsgaard die Spitze zu übernehmen. Nach einem packenden Finish konnte die deutsch Staffel die Silbermedaille gewinnen und den größten Erfolg seit 29 Jahren feiern. Nachdem Sommerfeldt mehrfach das gelbe Trikot des Weltcupführenden tragen durfte, musste er sich am Ende der Saison nur dem überragenden Mathias Fredriksson geschlagen geben. Auch im Sprintweltcup erreichte er mit Platz zehn seine bisher beste Platzierung. Nach Ende der Weltcupsaison startete er bei den Militärweltmeisterschaften in Rovaniemi, wo er zum zweiten Mal nach 2000 die Goldmedaille über 15 Kilometer Freistil gewinnen konnte.
In der Saison 2003/04 gelang es Sommerfeldt, sich im Vergleich zu vorherigen nochmals zu steigern. Bei 16 der 18 Weltcupwettbewerbe, an denen er teilnahm, konnte er in die Top Ten laufen. Er gewann den Verfolgungswettbewerb in Oberstdorf und die 50 Kilometer Freistil in Oslo. Hinzu kamen fünf weitere Podiumsplatzierungen. Mit diesen Leistungen gelang es ihm, den Vorjahressieger im Gesamtweltcup, Mathias Fredriksson, auf Distanz zu halten und am Ende mit einem Vorsprung von 350 Punkten als erster deutscher Skilangläufer den Gesamtweltcup zu gewinnen. Auch die Gesamtwertung der Distanzrennen konnte er souverän für sich entscheiden. An diese Erfolge konnte Sommerfeldt auch zu Beginn der darauffolgenden Saison anschließen und mehrfach Podestplätze erkämpfen, obwohl er durch einen Knieverletzung behindert war, die er sich im Sommer beim Fußballspielen zugezogen hatte. Im Laufe des Jahres wurde er jedoch immer häufiger von Knieproblemen geplagt, so dass er bei den Heimweltmeisterschaften in Oberstdorf nicht an seine wahre Leistungsstärke anknüpfen konnte. Der 28. Platz im Verfolgungswettbewerb war das beste Resultat, das er erreichen konnte. Über 15 Kilometer Freistil reichte es nur zum 34. Platz. Im Staffelwettbewerb wurde er erst gar nicht eingesetzt, woraufhin er vorzeitig abreiste. Nach den Weltmeisterschaften bestritt Sommerfeldt nur noch zwei Weltcupwettbewerbe und belegte am Ende der Saison dennoch den fünften Platz im Gesamtweltcup, der von Axel Teichmann gewonnen wurde. Nachdem er wegen der Knieprobleme sein Training stark reduzieren musste, konnte er in der Saison 2005/06 nicht an die Leistungen der letzten Jahre anknüpfen, und es gelangen ihm nur selten Top-Ten-Platzierungen. Bei den Olympischen Winterspielen 2006 wurde Sommerfeldt zudem auch noch von einer Magendarmgrippe geschwächt, so dass er den Verfolgungswettbewerb vorzeitig beenden musste. In der ungeliebten klassischen Technik gelang ihm über 15 Kilometer mit Platz elf ein respektables Ergebnis. Auch im Staffelwettbewerb konnte er überzeugen und gewann mit seinem Mannschaftskameraden Jens Filbrich, Andreas Schlütter und Tobias Angerer die Silbermedaille im Staffelwettbewerb hinter Gastgeber Italien.
Dafür erhielt er am 26. April 2006 das Silberne Lorbeerblatt. Über 50 Kilometer Freistil konnte er durch die Krankheit geschwächt nur den 36. Platz belegen.

### Comeback und erneute gesundheitliche Probleme (2006 bis heute)

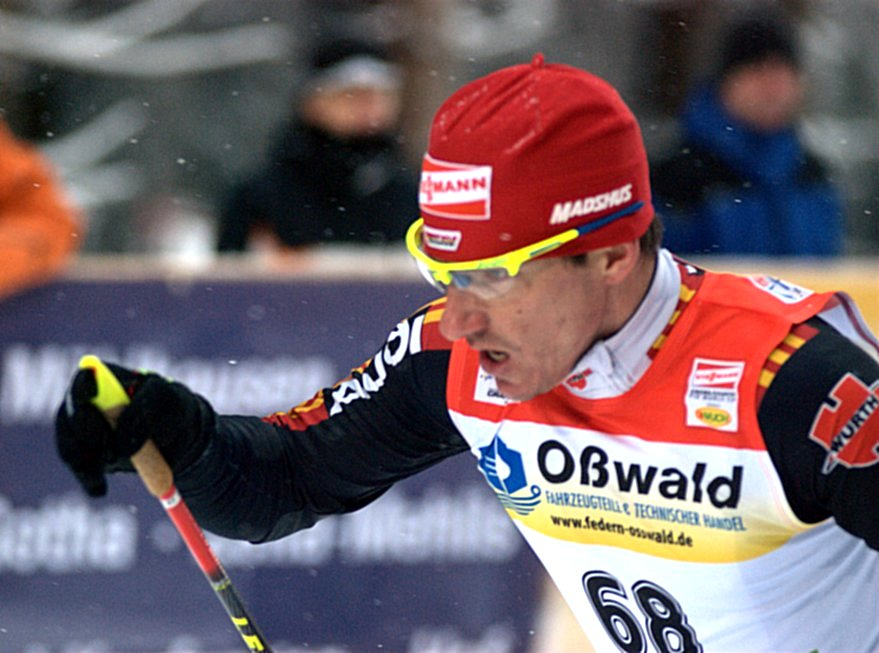
René Sommerfeldt während der Tour de Ski 2010 in Oberhof

Auch die Saison 2006/07 begann für Sommerfeldt mit durchwachsenen Ergebnissen. Bei der erstmals ausgetragenen Tour de Ski fiel er gleich im zweiten Wettbewerb, der Verfolgung in Oberstdorf, aussichtslos auf Platz 40 zurück. Es gelang ihm zwar durch seinen zweiten Platz über 15 Kilometer klassisch auf der nächsten Etappe seinen Rückstand zu verringern, aber am Ende blieb trotz Platz fünf in der abschließenden Bergverfolgung nur der Gesamtrang 15. Auch bei den Nordischen Skiweltmeisterschaften 2007 konnte er sich bei den Einzelwettbewerben nicht unter den ersten Zehn platzieren, worauf hin er nicht für den Staffelwettbewerb nominiert wurde. Im Verfolgungswettbewerb belegte er als schlechtester Deutscher den 13. Platz, über 15 Kilometer Freistil wurde er 19. und im Abschlusswettbewerb über 15 Kilometer klassisch belegte er den 15. Platz. Am Ende der Saison, die er wie im Vorjahr mit Platz 17 im Gesamtweltcup beendete, erkämpfte er mit Platz vier in Oslo über 50 Kilometer klassisch sein bestes Saisonresultat. Erst in der Saison 2007/08 gelang es Sommerfeldt, den Anschluss an die Weltspitze wiederzuerlangen. Mit konstanten Leistungen erkämpfte er sich den zweiten Platz bei der Tour de Ski 2007/08. Es gelang ihm, bei der abschließenden Bergverfolgung mit der besten Zeit aller Starter von Platz neun auf Platz zwei vorzulaufen. Mit zwei weiteren zweiten Plätzen in Canmore und Lahti und weiteren Top-Ten-Platzierungen konnte er sich erneut den zweiten Platz im Gesamtweltcup sichern. Bei der Vorbereitung auf die Saison 2008/09 wurde Sommerfeldt durch Beschwerden an der Achillessehne eingeschränkt. Zum Saisonauftakt in Gällivare konnte er nur den 54. Platz belegen und legte anschließend aufgrund muskulärer Probleme eine Wettkampfpause ein. Auch bei der Tour de Ski 2008/09 fand er nicht zu alter Leistungsstärke zurück und musste zudem nach der dritten Etappe aufgrund einer Erkältung die Tour vorzeitig beenden. Bevor er wieder in das Wettkampfgeschehen eingreifen konnte, verletzte er sich beim Volleyballspielen und zog sich eine Bänderdehnung zu. Bei seinem ersten Start seit der Tour de Ski gelang ihm in Rybinsk mit Platz 15 über 15 Kilometer Freistil seine beste Saisonplatzierung und die Teilqualifikation für die Nordischen Skiweltmeisterschaften 2009. Bei den Weltmeisterschaften in Liberec hatte er bei seinen beiden Starts über 30 km Verfolgung und über die 50 km Freistil jeweils Pech durch Stockbrüche. Dennoch erreichte er einen sechsten Platz im 50 km Rennen. Beim Weltcup-Finales in Falun gelang ihm mit Platz fünf im Prolog seine beste Saisonplatzierung. Er beendete die Saison auf Platz 61 im Gesamtweltcup. Durch einen elften Platz auf der vorletzten Etappe bei der Tour de Ski 2009/10 sicherte sich Sommerfeld die Fahrkarte für die Olympischen Spiele 2010 in Vancouver. Auf der letzten Etappe bewies er mit Platz sieben erneut seine Kletterkünste und kämpfte sich auf den sechsten Gesamtrang vor. Beim 30 Kilometer Verfolgungswettbewerb in Rybinsk erkämpfte er in Abwesenheit eines Großteils der Weltelite mit Platz vier seine beste Saisonplatzierung. In Vancouver belegte er über 15 Kilometer Freistil den 35. Platz und wurde 21. im Verfolgungswettbewerb. Mit der deutschen Staffel belegte er den 6. Platz. Bei seinem letzten olympischen Einsatz, den 50 Kilometern klassisch, wurde er erneut 21. Am 16. März 2010 kündigte Sommerfeldt an, seine Karriere zum Ende der Saison 2009/10 zu beenden. Sein letztes Weltcup-Rennen bestritt er am 21. März 2010 in Falun (SWE). Er strebt eine Trainerkarriere beim DSV an. Seine letzte Saison beendete er auf Platz zwölf im Gesamt- und Distanzweltcup.

## Erfolge

### Siege bei Weltcuprennen

#### Weltcupsiege im Einzel
| Nr. | Datum            | Ort        | Disziplin                      |
| --- | ---------------- | ---------- | ------------------------------ |
| 1.  | 4. Januar 2003   | Kavgolovo  | 10 km Freistil Individualstart |
| 2.  | 13. Februar 2004 | Oberstdorf | 2 × 15 km Skiathlon            |
| 3.  | 28. Februar 2004 | Oslo       | 50 km Freistil Individualstart |

#### Etappensiege bei Weltcuprennen
| Nr. | Datum          | Ort           | Disziplin                       | Rennen              |
| --- | -------------- | ------------- | ------------------------------- | ------------------- |
| 4.  | 6. Januar 2008 | Val di Fiemme | 10 km Bergverfolgung Freistil 1 | Tour de Ski 2007/08 |

#### Weltcupsiege im Team
| Nr. | Datum             | Ort         | Disziplin           |
| --- | ----------------- | ----------- | ------------------- |
| 1.  | 23. November 2003 | Beitostølen | 4 × 10 km Staffel 2 |
| 2.  | 21. November 2004 | Gällivare   | 4 × 10 km Staffel 2 |

### Siege bei Continental-Cup-Rennen
| Nr. | Datum          | Ort        | Disziplin       | Serie           |
| --- | -------------- | ---------- | --------------- | --------------- |
| 1.  | 4. Januar 1999 | Furtwangen | 15 km klassisch | Continental Cup |

## Teilnahmen an Weltmeisterschaften und Olympischen Winterspielen

### Olympische Spiele
- 1998 Nagano: 8. Platz Staffel, 26. Platz 50 km Freistil, 29. Platz 25 km Verfolgung, 38. Platz 10 km klassisch
- 2002 Salt Lake City: 3. Platz Staffel, 10. Platz 20 km Verfolgung, 16. Platz 30 km Freistil Massenstart, 19. Platz Sprint Freistil
- 2006 Turin: 2. Platz Staffel, 11. Platz 15 km klassisch, 36. Platz 50 km Freistil Massenstart
- 2010 Vancouver: 6. Platz Staffel, 21. Platz 30 km Verfolgung, 21. Platz 50 km klassisch Massenstart, 36. Platz 15 km Freistil

### Nordische Skiweltmeisterschaften
- 1997 Trondheim: 6. Platz Staffel, 27. Platz 25 km Verfolgung, 37. Platz 10 km klassisch
- 1999 Ramsau: 40. Platz 25 km Verfolgung, 41. Platz 30 km Freistil, 44. Platz 10 km klassisch
- 2001 Lahti: 2. Platz 50 km Freistil, 3. Platz Staffel, 8. Platz Sprint Freistil, 34. Platz 20 km Verfolgung
- 2003 Val di Fiemme: 2. Platz Staffel, 18. Platz 2 × 10 km Doppelverfolgung, 19. Platz Sprint Freistil, 23. Platz 50 km Freistil
- 2005 Oberstdorf: 28. Platz 30 km Verfolgung, 34. Platz 15 km Freistil
- 2007 Sapporo: 13. Platz 30 km Verfolgung, 15. Platz 50 km klassisch Massenstart, 19. Platz 15 km Freistil
- 2009 Liberec: 6. Platz 50 km Freistil Massenstart, 31. Platz 30 km Verfolgung

## Platzierungen im Weltcup

### Weltcup-Statistik
Die Tabelle zeigt die erreichten Platzierungen im Einzelnen.
- 1.–3. Platz: Anzahl der Podiumsplatzierungen
- Top 10: Anzahl der Platzierungen unter den ersten zehn
- Punkteränge: Anzahl der Platzierungen innerhalb der Punkteränge
- Starts: Anzahl gelaufener Rennen in der jeweiligen Disziplin
- Hinweis: Bei den Distanzrennen erfolgt die Einordnung gemäß FIS.

| Platzierung         | Distanzrennen a | Distanzrennen a | Distanzrennen a | Distanzrennen a | Distanzrennen a | Skiathlon Verfolgung | Sprint | Etappen- rennen b | Gesamt | Team c | Team c  |
| Platzierung         | ≤ 5 km          | ≤ 10 km         | ≤ 15 km         | ≤ 30 km         | > 30 km         | Skiathlon Verfolgung | Sprint | Etappen- rennen b | Gesamt | Sprint | Staffel |
| ------------------- | --------------- | --------------- | --------------- | --------------- | --------------- | -------------------- | ------ | ----------------- | ------ | ------ | ------- |
| 1. Platz            |                 | 1               |                 |                 | 1               | 1                    |        |                   | 3      |        | 2       |
| 2. Platz            |                 |                 | 3               | 2               |                 | 1                    | 1      | 1                 | 8      | 3      | 3       |
| 3. Platz            |                 | 1               | 1               | 1               |                 | 3                    |        |                   | 6      | 2      | 4       |
| Top 10              |                 | 5               | 23              | 10              | 4               | 14                   | 9      | 2                 | 67     | 7      | 16      |
| Punkteränge         | 1               | 13              | 49              | 19              | 6               | 17                   | 20     | 4                 | 129    | 8      | 16      |
| Starts              | 1               | 24              | 66              | 26              | 10              | 21                   | 34     | 5                 | 187    | 8      | 16      |
| Stand: Karriereende |                 |                 |                 |                 |                 |                      |        |                   |        |        |         |

### Weltcup-Gesamtplatzierungen
| Saison    | Gesamt | Gesamt | Distanz | Distanz     | Sprint | Sprint |
| Saison    | Punkte | Platz  | Punkte  | Platz       | Punkte | Platz  |
| --------- | ------ | ------ | ------- | ----------- | ------ | ------ |
| 1995/96   | 38     | 43.    | –       | –           | –      | –      |
| 1996/97   | 58     | 40.    | 5       | 57. 1       | 49     | 29.    |
| 1997/98   | 32     | 46.    | 9       | 51. 1       | 23     | 44.    |
| 1998/99   |        |        | –       | –           | 24     | 62.    |
| 1999/2000 | 310    | 13.    | 42 171  | 28. 1 15. 2 | 97     | 14.    |
| 2000/01   | 384    | 6.     | –       | –           | 135    | 14.    |
| 2001/02   | 131    | 36.    | –       | –           | 25     | 46.    |
| 2002/03   | 589    | 2.     | –       | –           | 195    | 10.    |
| 2003/04   | 956    | 1.     | 902     | 1.          | 54     | 31.    |
| 2004/05   | 374    | 5.     | 374     | 4.          | –      | –      |
| 2005/06   | 267    | 17.    | 267     | 9.          | –      | –      |
| 2006/07   | 269    | 17.    | 194     | 12.         | 11     | 68.    |
| 2007/08   | 829    | 2.     | 494     | 3.          | 15     | 81.    |
| 2008/09   | 97     | 61.    | 77      | 43.         | –      | –      |
| 2009/10   | 459    | 12.    | 281     | 12.         | 18     | 71.    |

## Auszeichnungen
- Wahl zum Skikönig des Jahres für die Saison 2003/04 durch internationale Sportjournalisten im Forum Nordicum[22]
- 2003 und 2004 Sachsens Sportler des Jahres[23]
- 2004 zweiter Platz bei der Wahl zu Deutschlands Sportler des Jahres[24]
- viermaliger Gewinner des Goldenen Skis in der Kategorie Langlauf Herren[25]